# Ramillies (Francia)
Ramillies è un comune francese di 604 abitanti situato nel dipartimento del Nord nella regione dell'Alta Francia.

## Società

### Evoluzione demografica
Abitanti censiti